# Jacob Frese
Jacob Frese (Vyborg, rond 1690 - Stockholm, 31 augustus 1729) was een Zweeds dichter. Hij schreef in het Zweeds.
Frese was de zoon van Jochum Frese en Barbara Ruuth. Op 26 maart 1703 werd hij ingeschreven bij de koninklijke academie in Turku. Nadat Vyborg in 1710 werd veroverd kwam Frese in 1711 als vluchteling naar Stockholm. Daar ging hij met andere dichters om; Johan Runius werd een goede vriend van Frese.
Frese overleed ongetrouwd op 31 augustus 1729 in Stockholm.